# Sannerville
Sannerville és un municipi francès situat al departament de Calvados i a la regió de Normandia. L'any 2007 tenia 1.576 habitants.

## Demografia

### Població
El 2007 la població de fet de Sannerville era de 1.576 persones. Hi havia 604 famílies de les quals 127 eren unipersonals (35 homes vivint sols i 92 dones vivint soles), 219 parelles sense fills, 212 parelles amb fills i 46 famílies monoparentals amb fills.
La població ha evolucionat segons el següent gràfic:
Habitants censats

### Habitatges
El 2007 hi havia 644 habitatges, 619 eren l'habitatge principal de la família, 6 eren segones residències i 18 estaven desocupats. 591 eren cases i 48 eren apartaments. Dels 619 habitatges principals, 470 estaven ocupats pels seus propietaris, 142 estaven llogats i ocupats pels llogaters i 7 estaven cedits a títol gratuït; 6 tenien una cambra, 33 en tenien dues, 85 en tenien tres, 159 en tenien quatre i 337 en tenien cinc o més. 511 habitatges disposaven pel capbaix d'una plaça de pàrquing. A 243 habitatges hi havia un automòbil i a 325 n'hi havia dos o més.

### Piràmide de població
La piràmide de població per edats i sexe el 2009 era:
| Homes | Edats   | Dones |
| ----- | ------- | ----- |
| 0     | 95 o +  | 0     |
| 0     | 90 a 94 | 4     |
| 0     | 85 a 89 | 4     |
| 4     | 80 a 84 | 4     |
| 20    | 75 a 79 | 16    |
| 36    | 70 a 74 | 20    |
| 32    | 65 a 69 | 56    |
| 40    | 60 a 64 | 32    |
| 32    | 55 a 59 | 36    |
| 76    | 50 a 54 | 60    |
| 44    | 45 a 49 | 88    |
| 64    | 40 a 44 | 60    |
| 32    | 35 a 39 | 68    |
| 64    | 30 a 34 | 60    |
| 52    | 25 a 29 | 52    |
| 68    | 20 a 24 | 52    |
| 56    | 15 a 19 | 92    |
| 52    | 10 a 14 | 68    |
| 84    | 5 a 9   | 36    |
| 72    | 0 a 4   | 36    |

## Economia
El 2007 la població en edat de treballar era de 1.040 persones, 753 eren actives i 287 eren inactives. De les 753 persones actives 709 estaven ocupades (349 homes i 360 dones) i 44 estaven aturades (29 homes i 15 dones). De les 287 persones inactives 144 estaven jubilades, 75 estaven estudiant i 68 estaven classificades com a «altres inactius».

### Ingressos
El 2009 a Sannerville hi havia 636 unitats fiscals que integraven 1.617 persones, la mediana anual d'ingressos fiscals per persona era de 19.710 €.

### Activitats econòmiques
Dels 63 establiments que hi havia el 2007, 1 era d'una empresa extractiva, 1 d'una empresa alimentària, 1 d'una empresa de fabricació de material elèctric, 2 d'empreses de fabricació d'altres productes industrials, 15 d'empreses de construcció, 18 d'empreses de comerç i reparació d'automòbils, 1 d'una empresa de transport, 3 d'empreses d'hostatgeria i restauració, 1 d'una empresa d'informació i comunicació, 2 d'empreses financeres, 4 d'empreses de serveis, 9 d'entitats de l'administració pública i 5 d'empreses classificades com a «altres activitats de serveis».
Dels 19 establiments de servei als particulars que hi havia el 2009, 1 era una oficina de correu, 1 funerària, 2 tallers de reparació d'automòbils i de material agrícola, 1 autoescola, 2 guixaires pintors, 3 fusteries, 5 lampisteries, 2 electricistes i 2 perruqueries.
Dels 5 establiments comercials que hi havia el 2009, 1 era una botiga de menys de 120 m², 1 una fleca, 1 una botiga de mobles, 1 una botiga de material de revestiment de parets i terra i 1 una joieria.
L'any 2000 a Sannerville hi havia 5 explotacions agrícoles.

## Equipaments sanitaris i escolars
Els 2 equipaments sanitaris que hi havia el 2009 eren farmàcies.
El 2009 hi havia 1 escola maternal i 1 escola elemental.

## Poblacions més properes
El següent diagrama mostra les poblacions més properes.